# Plan de Buena Vista
Plan de Buena Vista är en ort i Mexiko.   Den ligger i kommunen Juchitán och delstaten Guerrero, i den södra delen av landet, 300 km söder om huvudstaden Mexico City. Plan de Buena Vista ligger 152 meter över havet och antalet invånare är 108.
Terrängen runt Plan de Buena Vista är platt åt nordost, men åt sydväst är den kuperad. Terrängen runt Plan de Buena Vista sluttar söderut. Runt Plan de Buena Vista är det ganska glesbefolkat, med 29 invånare per kvadratkilometer. Närmaste större samhälle är Marquelia, 15,5 km väster om Plan de Buena Vista. Omgivningarna runt Plan de Buena Vista är en mosaik av jordbruksmark och naturlig växtlighet.